# Psychotria officinalis
Psychotria officinalis là một loài thực vật có hoa trong họ Thiến thảo. Loài này được (Aubl.) Raeusch. ex Sandwith miêu tả khoa học đầu tiên năm 1931.